# Pădurea Sloboda
Pădurea Sloboda este o arie protejată de interes național ce corespunde categoriei a IV-a IUCN (rezervație naturală de tip botanic), situată în județul Alba, pe teritoriul administrativ al orașului Aiud.
Rezervația naturală se află în partea vestică a Aiudului, pe dealurile din partea estică a Munților Trascăului, între aceștia și culoarul Mureșului și se întinde pe o suprafață de 20 ha. Aria protejată reprezintă un relief variat (văii, versanți abrupți, luminișuri, pajiști), acoperit în cea mai mare parte cu vegetație forestieră, alcătuită din specii arboricole în amestec de stejar (Quercus robur), fag (Fagus sylvatica), gorun (Qurcus petraea) sau carpen (Carpinus betulus) și specii de conifere în partea superioară a dealului.